# Vincze Jenő
Vincze Jenő (Versec, 1908. november 20. – 1988. november 20.) világbajnoki ezüstérmes labdarúgó, csatár, jobbszélső. 1947-től edzőként dolgozott. 1956-ban külföldön maradt.

## Pályafutása

### A válogatottban
A válogatottban 1930 és 1939 között 25 alkalommal szerepelt, és 8 gólt szerzett. Az 1938-as világbajnokságon pályára lépett a negyeddöntőben és a döntőben is, ahol végül a magyar válogatott 4–2-es vereséget szenvedett Olaszországtól, ezzel csapatunk az ezüstérmet szerezte meg.

## Sikerei, díjai

### Játékosként
- Világbajnokság
  - 2.: 1938, Franciaország
- Magyar bajnokság
  - bajnok: 1934–35, 1938–39
  - 2.: 1935–36, 1937–38, 1940–41, 1941–42
  - 3.: 1936–37, 1939–40
  - gólkirály: 1930–31 (20 gól)
- Magyar kupa
  - győztes: 1930
- Közép-európai kupa
  - győztes: 1939

## Statisztika

### Mérkőzései a válogatottban
| Magyarország | Magyarország         | Magyarország                       | Magyarország  | Magyarország | Magyarország | Magyarország    | Magyarország | Magyarország |
| #            | Dátum                | Helyszín                           | Hazai         | Eredmény     | Vendég       | Kiírás          | Gólok        | Esemény      |
| ------------ | -------------------- | ---------------------------------- | ------------- | ------------ | ------------ | --------------- | ------------ | ------------ |
| 1.           | 1930. június 1.      | Budapest, Hungária körúti pálya    | Magyarország  | 2 – 1        | Ausztria     | barátságos      | -            |              |
| 2.           | 1934. január 14.     | Frankfurt                          | Németország   | 3 – 1        | Magyarország | barátságos      | -            |              |
| 3.           | 1934. március 25.    | Szófia                             | Bulgária      | 1 – 4        | Magyarország | vb-selejtező    | -            |              |
| 4.           | 1934. április 15.    | Bécs, Hohe Warte                   | Ausztria      | 5 – 2        | Magyarország | barátságos      | -            |              |
| 5.           | 1934. április 29.    | Prága                              | Csehszlovákia | 2 – 2        | Magyarország | Európa-kupa     | -            |              |
| 6.           | 1934. május 27.      | Nápoly (ITA)                       | Magyarország  | 4 – 2        | Egyiptom     | vb-nyolcaddöntő | 1            | 54'          |
| 7.           | 1934. december 16.   | Dublin, Dalymount Park             | Írország      | 2 – 4        | Magyarország | barátságos      | 1            | 30'          |
| 8.           | 1935. április 14.    | Zürich                             | Svájc         | 6 – 2        | Magyarország | Európa-kupa     | -            |              |
| 9.           | 1935. május 12.      | Budapest, Üllői úti pálya          | Magyarország  | 6 – 3        | Ausztria     | barátságos      | -            |              |
| 10.          | 1935. május 19.      | Párizs                             | Franciaország | 2 – 0        | Magyarország | barátságos      | -            |              |
| 11.          | 1935. október 6.     | Bécs                               | Ausztria      | 4 – 4        | Magyarország | Európa-kupa     | 2            | 8' 30'       |
| 12.          | 1935. november 10.   | Budapest, Üllői úti pálya          | Magyarország  | 6 – 1        | Svájc        | barátságos      | 2            | 44' 90'      |
| 13.          | 1935. november 24.   | Milánó                             | Olaszország   | 2 – 2        | Magyarország | Európa-kupa     | -            |              |
| 14.          | 1936. április 5.     | Bécs, Hohe Warte                   | Ausztria      | 3 – 5        | Magyarország | barátságos      | -            |              |
| 15.          | 1936. május 3.       | Budapest, Hungária körúti pálya    | Magyarország  | 3 – 3        | Írország     | barátságos      | -            |              |
| 16.          | 1936. szeptember 27. | Budapest, Üllői úti pálya          | Magyarország  | 5 – 3        | Ausztria     | Európa-kupa     | -            |              |
| 17.          | 1936. október 4.     | Bukarest                           | Románia       | 1 – 2        | Magyarország | barátságos      | -            |              |
| 18.          | 1936. december 2.    | London                             | Anglia        | 6 – 2        | Magyarország | barátságos      | 1            | 50'          |
| 19.          | 1936. december 6.    | Dublin                             | Írország      | 2 – 3        | Magyarország | barátságos      | -            |              |
| 20.          | 1938. január 9.      | Lisszabon                          | Portugália    | 4 – 0        | Magyarország | barátságos      | -            |              |
| 21.          | 1938. január 16.     | Luxembourg                         | Luxemburg     | 0 – 6        | Magyarország | barátságos      | -            |              |
| 22.          | 1938. március 25.    | Budapest, Hungária körúti pálya    | Magyarország  | 11 – 1       | Görögország  | vb-selejtező    | 1            | 30'          |
| 23.          | 1938. június 12.     | Lille, Stade Victor Boucquey (FRA) | Svájc         | 0 – 2        | Magyarország | vb-negyeddöntő  | -            |              |
| 24.          | 1938. június 19.     | Párizs, Olimpia stadion (FRA)      | Magyarország  | 2 – 4        | Olaszország  | vb-döntő        | -            |              |
| 25.          | 1939. november 12.   | Belgrád, BSK Stadion               | Jugoszlávia   | 0 – 2        | Magyarország | barátságos      | -            |              |
|              | Összesen             |                                    |               | 25           | mérkőzés     |                 | 8            | gól          |